# Dacryonaema
Dacryonaema es un género de hongos del orden Dacrymycetes. El género es monotípico y contiene la especie Dacryonaema rufum, de Europa. Dacryonaema fue descrito por el botánico sueco John Axel Nannfeldt en 1947.